# Bourcefranc-le-Chapus
Bourcefranc-le-Chapus település Franciaországban, Charente-Maritime megyében. Lakosainak száma 3515 fő (2022. január 1.). Bourcefranc-le-Chapus Le Château-d’Oléron és Marennes-Hiers-Brouage községekkel határos.

## Népesség
A település népességének változása:
| Lakosok száma | 3095 | 2794 | 2851 | 3275 | 3409 | 3447 | 3454 | 3506 | 3515 | 3515 |
|               | 1968 | 1982 | 1990 | 2006 | 2013 | 2015 | 2017 | 2019 | 2020 | 2022 |